# رنو جمول
رنو جمول (انگلیسی: Renaud Jamoul؛ زادهٔ ۱۰ ژوئن ۱۹۸۴) اهل بلژیک است.
او با آدرین فورمو برای تیم رالی جهانی ام-اسپرت فورد در مسابقات رالی قهرمانی جهان و کلاس‌های قهرمانی رالی جهان-۲ در سال‌های ۲۰۱۹–۲۰۲۱ همکاری کرد. اواسط سال ۲۰۲۱، الکساندر کوریا جایگزین او در این مسابقات شد.
جامول اولین حضور خود در رالی قهرمانی جهان را در رالی کاتالونیا ۲۰۰۶ انجام داد. او همکاری فعلی خود را با راننده فرانسوی، آدرین فورمو در سال ۲۰۱۹ آغاز کرد هر دوی آنها قرار است برای تیم رالی جهانی ام-اسپورت فورد در سطح برتر این ورزش رانندگی کنند.